# Phytocoris yuroki
Phytocoris yuroki är en insektsart som beskrevs av Bliven 1954. Phytocoris yuroki ingår i släktet Phytocoris och familjen ängsskinnbaggar. Inga underarter finns listade i Catalogue of Life.